# Historia de las armas de fuego

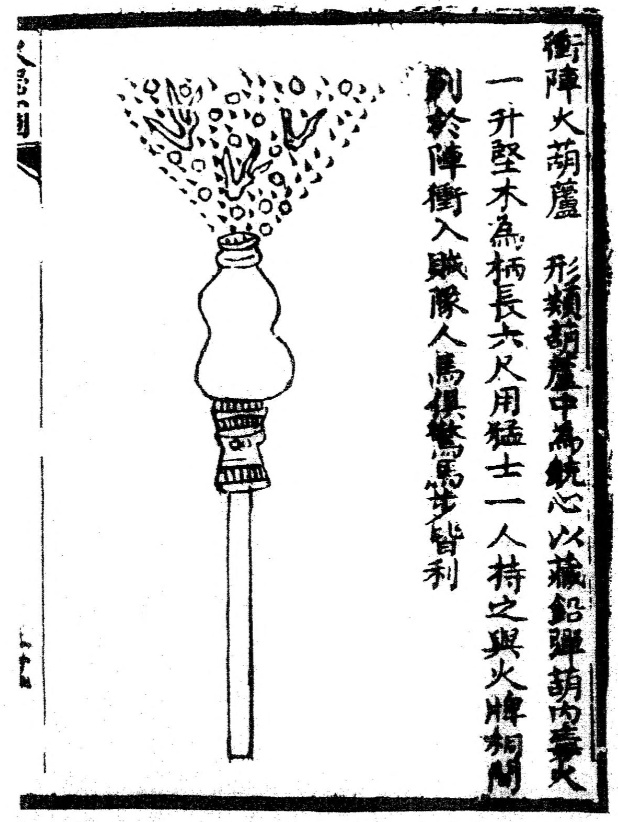
Lanza de fuego china

La invención de la pólvora negra, y su aplicación a la guerra en la forma de armas de fuego que disparaban proyectiles, supusieron un cambio radical en los conflictos bélicos y en los hechos históricos posteriores. Un resumen cronológico de hechos y datos comprobables, relacionados con la evolución de las diversas armas de fuego, puede ayudar al estudio y comprensión de temas más generales: batallas y guerras, principalmente. También puede ser útil para entender la aparición de oficios especializados, basados en las armas de fuego. O el desarrollo de las industrias de armamento.
Desde el punto de vista científico, las heridas por arma de fuego y la forma de curarlas supusieron una nueva rama de la medicina.
las armas de fuego en la Edad Media fueron peligrosas.
Desde el punto de vista tecnológico, la necesidad de fabricar armas cada vez mejores (dejando a un lado las consideraciones humanitarias) permitieron el descubrimiento de mejores materiales y sistemas de fabricación más avanzados.
- Un ejemplo positivo de la fabricación de armas es la fabricación en serie de conjuntos mecánicos con piezas intercambiables. Este sistema, universalmente empleado desde hace un par de siglos y basado en las tolerancias de fabricación, fue un descubrimiento de las fábricas de fusiles.[2][3]

## Resumen general
Desde los orígenes hasta la actualidad, las armas de fuego han evolucionado a partir de pequeños progresos, accidentales o buscados. Los adelantos o etapas más importantes son los siguientes:

### Armas basadas en un cañón y un proyectil
- Descubrimiento de la pólvora.
- Aplicación de la pólvora en la fabricación de varias armas.
- Invento de los cañones.
  - Hay varios términos asociados a las primeras armas de fuego: bombarda, ballesta de trueno, sarbatana,...
- Invento de los cañones manuales.
- Sistema de disparo por mecha independiente del arma.
- Sistema de disparo por mecha incorporada al arma.
- Descubrimiento, en época muy parecida, de la cerradura de rueda y de la cerradura de sílex.
- Perfeccionamiento de varios sistemas de cerradura de sílex.
- Tachado o estriado helicoidal de los cañones.
- Ignición por cápsulas fulminantes.
- Invención de los cartuchos
- Invención de la cerradura de cerrojo
- Armas de retrocarga
  - 1835. Fusiles.
  - 1860. Cañones de artillería.
- Armas semi-automáticas.
- Armas automáticas.

### Cohetes y derivados

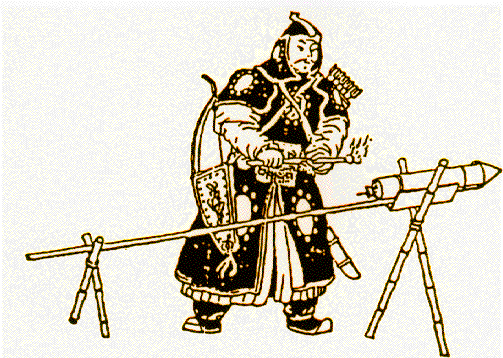
Antiguo cohete chino

- Cohetes primitivos
- Cohetes medievales
- Cohetes metálicos
- Cohetes guiados.

## Inicios de la pólvora

### La pólvora del reino de Asam
El reino de Asam (también escrito Assam, Asem, Azam, Acem, Asham, Acham,...) fue un antiguo reino situado al norte del actual Siam.
Según la tradición allí se inventó la pólvora y este conocimiento fue transmitido a los chinos.

### La pólvora china
- 1044. Primera receta de una pólvora parecida a la pólvora negra usada en armas de fuego, en un libro militar chino.[7]

### La pólvora de los mongoles

Bomba mongol, lanzada contra las tropas japonesas durante las invasiones mongolas del Japón del 1281

### La pólvora bizantina
- 1111.[8]

### La pólvora árabe
- c 1190. Pólvora en Siria y Egipto. Según Hasan al-Rammah (veáis más abajo)
- 1248. Ibn al-Baytar. Denominaba lo salnitre = "Nieve china" = thalj al-ṣīn (ثلج الصين)
- 1280. Hasan al-Rammah. Sabio árabe con habilidades de ingeniero y químico. Escribió fórmulas de pólvora y empleó las expresiones siguientes:
  - Salnitre = "Nieve china" = thalj al-ṣīn (ثلج الصين)
  - Fuegos artificiales = “Flores chinas”
  - Cohetes = “Flechas chinas”

### La pólvora al Occidente
- c 1230. Liber Ignium ad Comburendos Huéspedes
  - 1551. Julii Caesaris Scaligeri Exotericarum exercitationum liber XV, de subtilitate, ad Hieronymum Cardanum.[9]
  - 1651.[10]
  - 1677,[11]
  - 1804.[12]
  - 1893. Marcellin Berthelot.[13]

Las referencias anteriores, cuando explican fórmulas de "fuego griego" o de "pólvoras explosivas", mencionan un libro catalán (no identificado) con fórmulas parecidas. El texto que se repite es el siguiente:
- 1241. Batalla de Legnica.[14]

## Documentos (desde los inicios hasta el 1500)

### Años 1200-1350

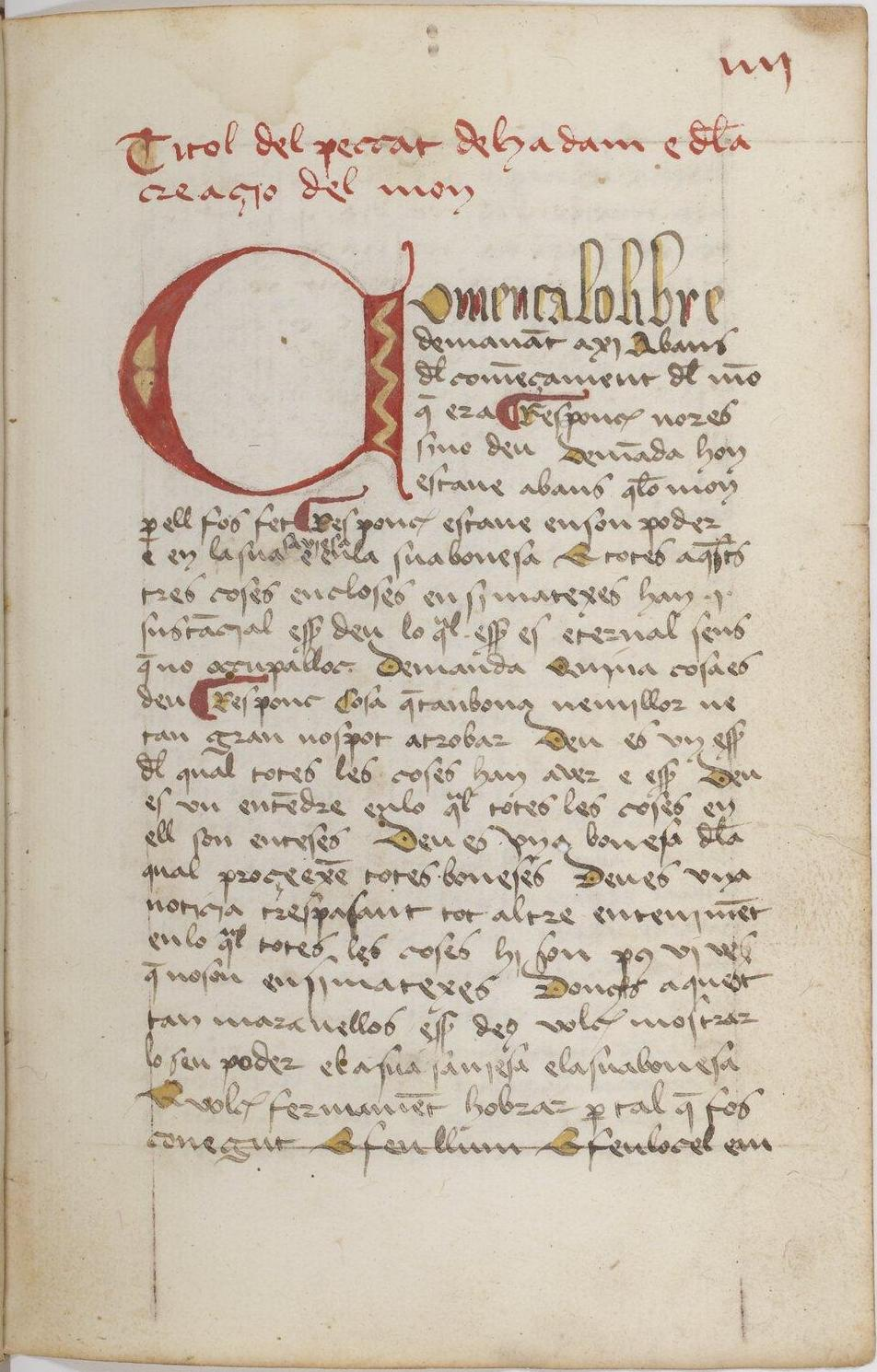
Página de uno de los manuscritos de la Biblia Parva

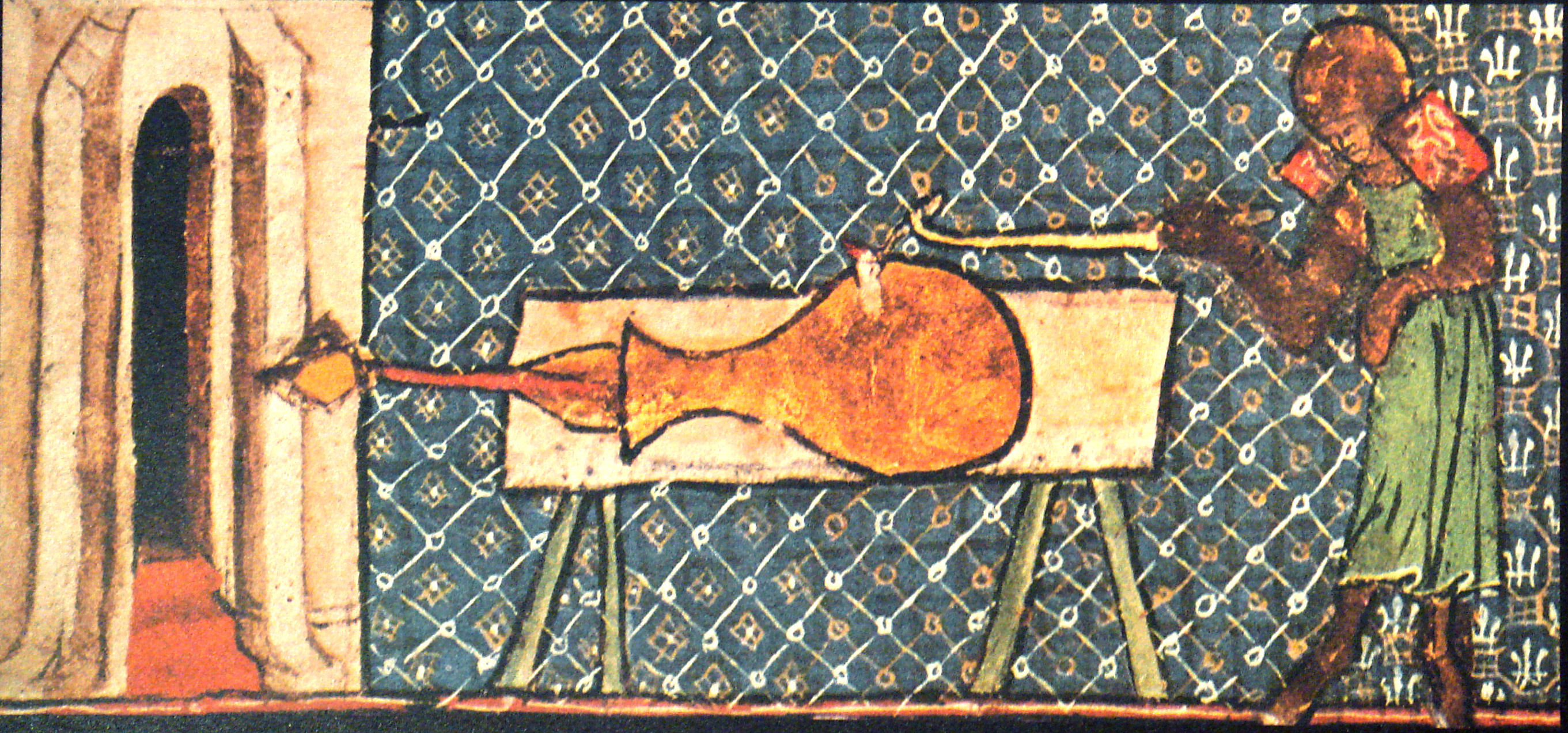
La imagen más antigua que se conoce de un cañón europeo muestra un arma de este tipo.
De Nobilitatibus Sapientii Te Prudentiis Regum, Walter de Milemete (1326).

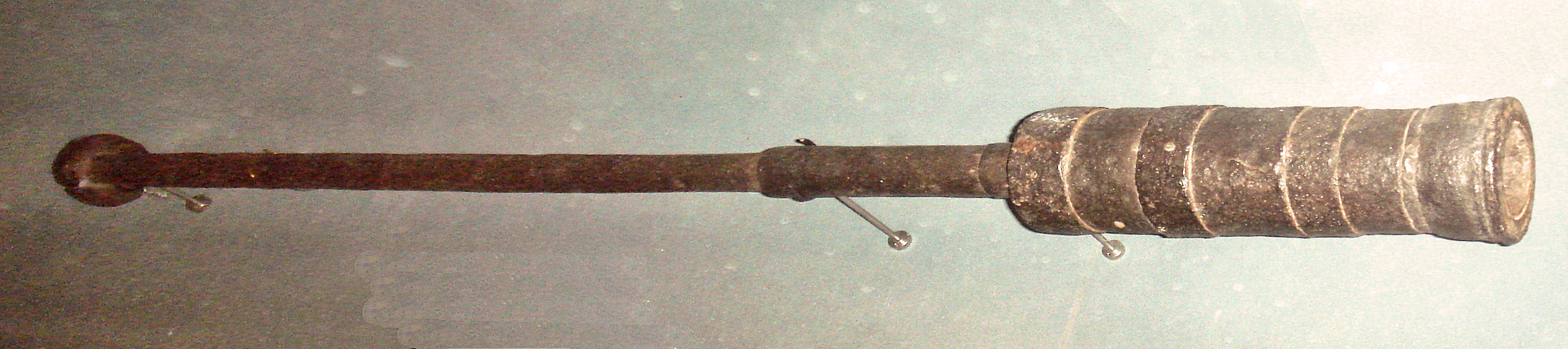
Bombarda de mano, el predecesor de las armas de fuego portátiles modernas.

- 1234. Cohetes del ejército de Jaime I de Aragón contra la ciudad de Valencia.[15][16]

“se dice que la siguiente noche, se hicieron en el Real ciertos instrumentillos de fuego, que vulgarmente llaman cohetes. Los cuales dado fuego y echados en alto caìan como rayos, y reventaban como truenos dentro la ciudad. De ellos echaban tantos del campo, que se dice, que los Moros viendo aquellos como monstruos de fuego, se atemorizaban, y los tuvieron por mal agüero. De aquí quedó en la ciudad, lo que después de tomada ella se ha continuado hasta nuestros  tiempos en cada un año, hacer gran fiesta la víspera del glorioso martyr Sant Dionís, con el estruendo de trompetas y tambores  y el jugar de cohetes y otros fuegos, tomando ocasión de aquella noche, que apareció la armada de Túnez, y fiesta que en la ciudad, y en el campo de los Cristianos se hizo a causa de ella.»
Historia del muy alto e invencible rey don Jaime de Aragón, primero de este nombre, llamado «el Conquistador». 1584. Per Bernardino Gómez Miedes

- 1300? La Biblia Parva menciona la ballesta de trueno. De hecho, la pone como ejemplo de un razonamiento religioso. Implicando un conocimiento popular de la “ballesta de trueno”. No tiene ningún sentido basar un razonamiento en un artilugio desconocido por parte del pueblo.
- 1300. Abu-Walid / Abu- Abdalla.[17]
  - Abú-Abdallà. Referencia a cañones.
- 1309. A la Crónica Estense se puede leer: “Propter magnam multitudinem Muschettarum, quas sagittabant”. En este caso “muschettarum” hace referencia a los proyectiles de las ballestas.[18]
- 1316. “Los cañones...Son mencionados antes de 1316 miedo Jorge Stella, autor oficial de una historia de Génova”.[19][20]
  - Giorgio Stella. "Annales genuenses".[21][22][23]
- 1324. Ataque del soldó granadino Ismail a Huéscar. Primera cita occidental de la pólvora.[24]
  - Probablemente es la fecha más exacta de la tercera referencia.(Veáis Abú-Walid/ Abú Abdallà).
- 1331. Asedio de Alicante. Según Zurita, los sarracenos atacaban con : “grandes pelotas de hierro, que se lanzaban o disparaban como fuego”.[25]
- 1331. Chronicon Estense. Primera mención de “schioppo” en Italia.[26][27]
- 1334. Rinaldo de Este: “...sclopetorum te spingardarum...”.[28]
- 1338. ”Ballesta de trono de ferre”. Girona.[29]
- 1347. Pere III pide que desde el Reino de Mallorca se le envían cuatro ballestas de trueno, pólvora y pelotas.[30]

### Años 1350-1415
- 1359. Nave catalana con bombardes.[31]
- 1359. Una ballesta de trueno en Orihuela, cedida por el Niño.[32]
- 1359. Un argenter fabrica una ballesta de trueno en Tarragona.[33]
- 1374. “...abonase a Bernardo Arloví...100 sueldos de Jaca para comprar diez ballestas de trueno y otros 100 para la pólvora necesaria...”.[34][35]
- 1378.”... El mosquete se usaba ya en 1378, y atravesaba las corazas á trescientos pasos, disparando balas de dos onzas...”.[36]
- 1380. Batalla de Chioggia.[37]

### Años 1415-1500

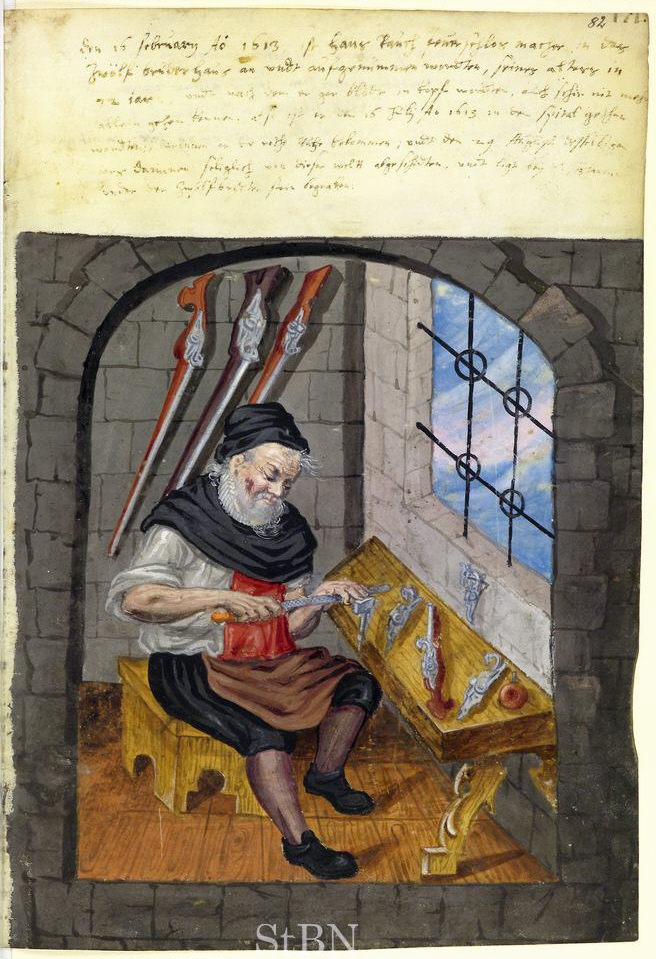
Un armero trabajando, 1613

- 1420. Asedio de Bonifacio por parte de la estol de Alfons el Magnánimo. Son mencionadas las “bombardes manuales”, llamadas “escopetas”, que echaban balas de plomo.[38]

“Gli Aragonesi poi dalle gabbie degli alberi e sulle torri dei navigli, senza posa, spesseggiavano con dardi, misti a bombarde metalliche a mano, introdotte in una canna simile a un fucile, chiamata schioppetto, con la quale chi portavala colpiva con una pallottola dì piombo spinta dalla violenza del fuoco”.
Istoria di Corsica-De rebus corsicis (en llatí i italià). Per Pietro Cirneo.

- 1430. Burçó, equivalente a bombarda pequeña. ”... he compradas a ops de las bombardes pequeñas o burçons quién son en lo dicho castillo [de Xàtiva]”( ARV, Mestre Racional, 47, f. 325 r.).[39]
- 1431: Escopetas mencionadas por Alfons el Magnánimo, como arma conocida y necesaria.

indica que el rey Alfons «el Magnánimo», «en 24 de mayo de 1431 empenó al Bizconde de Ala [sic: por Isla] la... que, desta hora en adelante, dentro de treinta días, tengáis buenas y a punto sus armas, sonido se, ballestas o escopetas, y assó en pena...”| Los castillos catalanes - Volumen 5 - Página 934; Català y Roca, Pere}}
- 1439. Burçons.
- 1492. "Las primeras escopetas se vieron en España en 1492".

## Documentos (desde el 1500 hasta el 1700)
En los primeros años del siglo XVI se inventaron la cerradura de rueda y la cerradura de martellet (cerradura de pedrenyal). Su aplicación a los arcabussos, escopetas y pistolas permitía disparar el arma de fuego sin tenerse que preocupar por la mecha, ni por los inconvenientes asociados. Cómo, por ejemplo, mostrar un punto luminoso por la noche.

### Años 1500-1600

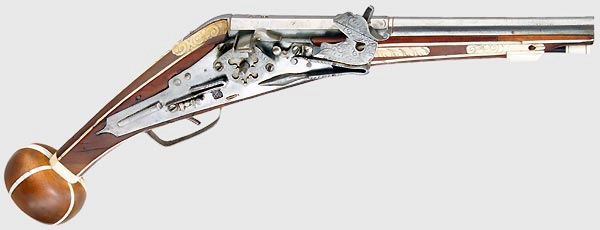
Pistola de rueda fabricada en Augsburgo, ninguno el 1580.

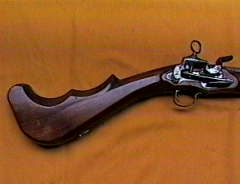
Escopeta con "cerradura de miquelet" con una culata inusual, posiblemente para el uso de soldados del Presidio de California.

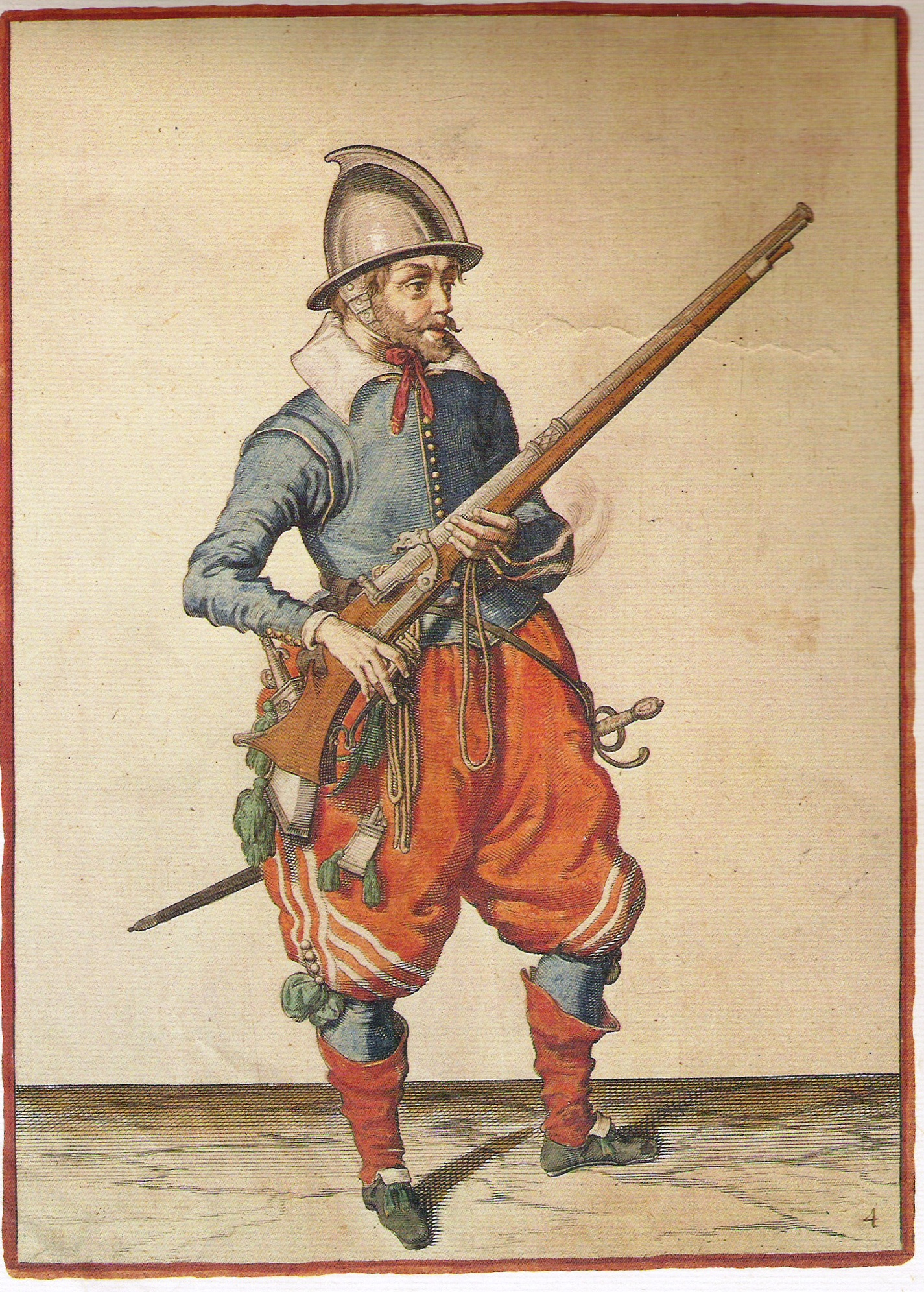
Ilustración de un mosquetero del 1608.

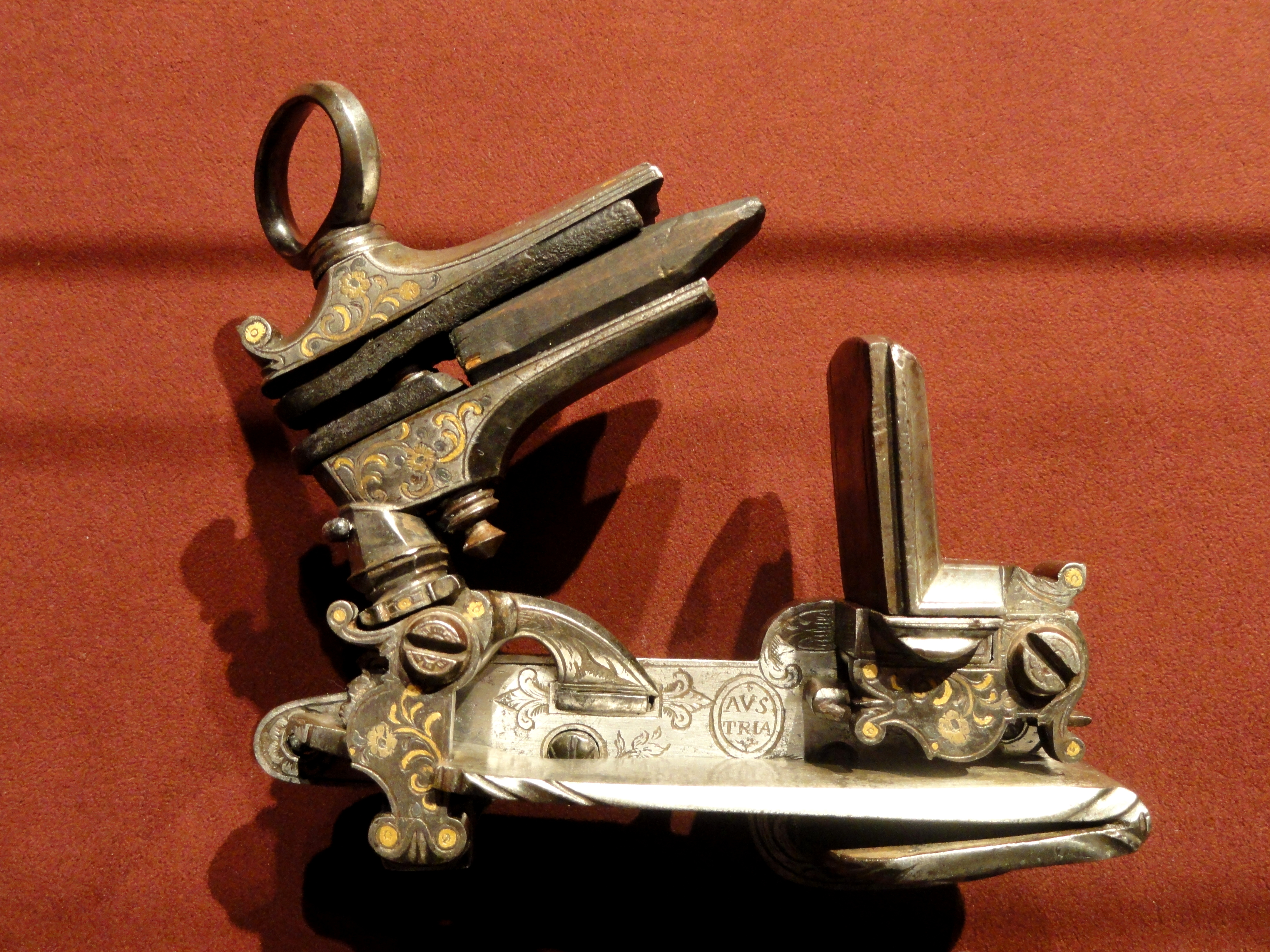
Detalles de una cerradura de miquelet, niellat con oro y plata. Finales del 1600.

- 1503. Artillería de la galera real de Fernando el Católico para la expedición de Nápoles de 1506: Una bombarda gorda, 12 bombardes sarbatanes y 12 passavolants.[43]
- 1515. Johann Kiefuss asociado al invento de la cerradura de rueda.[44][45]
- 1521. Orlandi menciona que Filippo Beroaldo, il Giovane, introdujo los arcabussos de rueda en Italia.[46]
- 1524. Batalla de Pavia. Mosquets. (Con cerradura de rueda?).[47]
- 1525. Carta de la Diputación de Aragón a Carles V “...en la que se indicaba los grandes perjuicios que ocasionaría al reino la expulsión ó extrañamiento de los moriscos que sobresalían en la fábrica de escopetas...”.
- 1537. Nicolo Tartaglia. “La Nueva Scientia”. Artillería.[48][49]
- 1543. "...disparasen las escopetas de pedernal...".[50][51]
- 1544. Referencia francesa a las pistolas como un arma nueva. Con cerradura de rueda.[52]
- 1550. Inventario de Fernando de Aragón, duque de Calabria: “Una scopeta de Boemia, de pedernal".[53]
- 1555. “Escopeta a sonido de ballesta desparada ab nuevo”.[54]
  - La expresión indica una escopeta que no se dispara con mecha, sino de manera parecida a una ballesta. Con un tipo de “nuevo” (cerradura de pedrenyal).
- 1559. Edicto de Valencia. ” Ahora ojats ques hacen a saber de parte de la real majestatt, que ningu oso tener arcabucet ni escopeta chica ni pedrenyal”.[55]
- 1561. Memorial de Joan Copáis, escopeter y arcabusser de Vilareal, de las reparaciones de los “arcabusos escopetas” del Consejo de Vilareal. Es interesante por la terminología asociada a las armas de fuego de la época. Algunos términos son los siguientes: cajas o caracoles, moles (muelles, migas?), claves, tornets, galletas, miras, puntos, ametes, cajas de los arcabusos, fogones, coberturas de fogones, claves de golpe (cerraduras de pedrenyal), claves de guero (?) de arcabusos.[56]
- 1571. Escopeta de rastrillo del guerrero muero el Tuzaní, a la Rebelión de las Alpujarras.[57]
- 1575. Reales llamamientos y edictos relativos en la ciudad y reino de Valencia, por Vespasiano Gonzaga ( 1575-1578 ). Con detalles sobre las cerraduras de rueda y de pedrenyal (“de martellet”).[58][59]
- 1582. Armas del sometent de la Bisbal d'Empordà.[60]
- 1583. "De curandis vulneribus sclopetorum tractatus singulares Alphonsi Ferrij Ioh Francisci Rotae Leonardi Botalli Additus este eiusdem Alphonsi Ferrij libellus De callo siue caruncula quae ceruici vesicae innascitur".[61]
- 1586. “Constitutions hechas por la Sacra Catholica Real Magestat del Rey Don Phelip”. Prohibiciones sobre pedrenyals.[62]
- 1586. Pólvora en cartuxos de papel.[63]
- 1586. Luís Collado. Tratado de artillería en italiano: “Prattica manuale dell'artiglieria”[64][65][66]
- 1586. Filippo Pigafetta declara que algunos caballeros aragoneses iban armados con llanza (atzagaia) y arcabús. La lanza colgada de una xarpa, en bandolera y la arcabús en la mano.[67]
- 1588. Referencia a la cerradura de “chenapan”.[68]
- 1590. Libro de artillería: “ El perfeto capitan, instruido en la disciplina militar, y nueua ciencia de la artillería. Miedo don Diego de Alaba y Viamont”.[69]
- 1600. “Depuis vingt huevo trente más bien, Y'donde appelle Petrinals de pareils instruménts...Te el donde croit que ceste armo soit invention de bandouiller des montes Pirenees.”. Originas des Chevaliers, Armoiries, te Heraux (etc.). Por Claude Fauchet.[70][71]

### Años 1600-1700

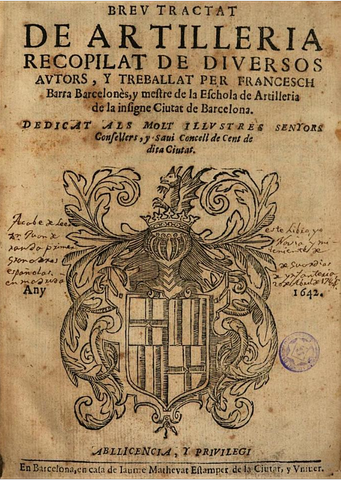
Portada del tratado de artillería de Francesc Barra, barcelonés.

- 1602. Declaraciones en un caso de robo por ladrones de camino de Arbucias.
  - Se citan: “...pedrenyals dobles y cortos...”
  - ”...tres pedrenyals cortos de carezco de tres palmos...”
  - Uno de los robados declaró: “... pensando que eran gente de Arbusias, alsí lo gatillo al pedrenyal y me acerque ab ellos y ellos las horas me tomaron lo pedrenyal... “.

La acción de levantar el gatillo para rendirse indica que el pedrenyal era de rueda.
Referencia: VIDA COTIDIANA Y CONFLICTOS En OSONA DURANTE LA PRIMERA MITAD DEL SIGLO XVII: LOS PROCESOS DE LA VEGUERIA DE VIC. Roser Jaume y Massana / Pablo Gascón Romero.
- 1602. Joseph lleva Chesne. Joseph Quercetani Sclopetarius sive, de curandis vulneribus, quae sclopetorum ictibus acciderunt,[72]
- 1620. Un armero de nombre Koster de Núremberg, se llama que fue el primero al hacer cañones de fusiles con estrías helicoidals.[73]
- 1642: "Breve tratado de artillería" escrito por Francesc Barra.[74]
- 1675. “Gispeliers” franceses, armados con carrabines inspiradas en las de “xispa” catalanas. Sébastien Le Prestre de Vauban insistía en que las "gispes" catalanas eran mejores que los fusiles de la época.[75][76]
- 1678. Elogio de las “gispes” catalanas.[77]

“... me envoyerent dire qu'ils voyoient un homme dans le grand chemin de Barcelonne à Gironne, quién avoit la mino de estre quelque chose, & à quién la donde voyoit une gispe sur la épaule, quien este une espece de fusil, mais beaucoup meilleur & plus juste.”.
 …me enviaron a decir que veían un hombre al camino real de Barcelona en Girona, que tenía todo el peine de ser alguien importante, y que llevaba una “xispa” colgada al hombro, que es un tipo de fusil, pero mejor y más preciso…
 Relation de ce quien se este paso en Catalogne.

 -Paris, G. Quinet 1678
Por..... de Caissel. }}
- 1690. El matemático inglés Robert Anderson publica una obra sobre la trayectoria de los proyectiles. Considerando la resistencia aerodinámica.[78]

## Documentos: 1700-1800

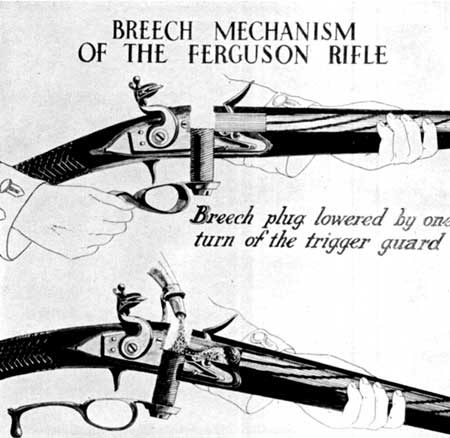
Fusil tachado Ferguson.

- 1704. El fusil, con cerradura de sílex, se introduce a los ejércitos.[79]
- 1722. “Brown Bess”, nombre popular de un mosquet inglés de cañón liso que estuvo en servicio hasta el 1838.[80]
- 1730. Primeros “long rifles” a Pensilvania. Conocidos con el nombre de “long rifle”, “hog rifle” y, más tarde “Kentucky rifle”.[81][82]
- 1775. Patrick Ferguson. Fusil tachado de retrocàrrega. El primero al funcionar correctamente en condiciones de combate. Usado en la Batalla de Saratoga.[83][84]
- 1780. Tipu Sultan. Batalla de Pollitur. Uso de cohetes.
- 1787. Escopeta con “lavo a la moda de Madrid”.[85]
- 1789. Definición del término “escopeta” en un diccionario en portugués: “Escopeta : Espingarda usada dos miqueletes atiradores mui certeiros, das montanhas de Catalunha”.[86]

## Documentos: 1800-1914

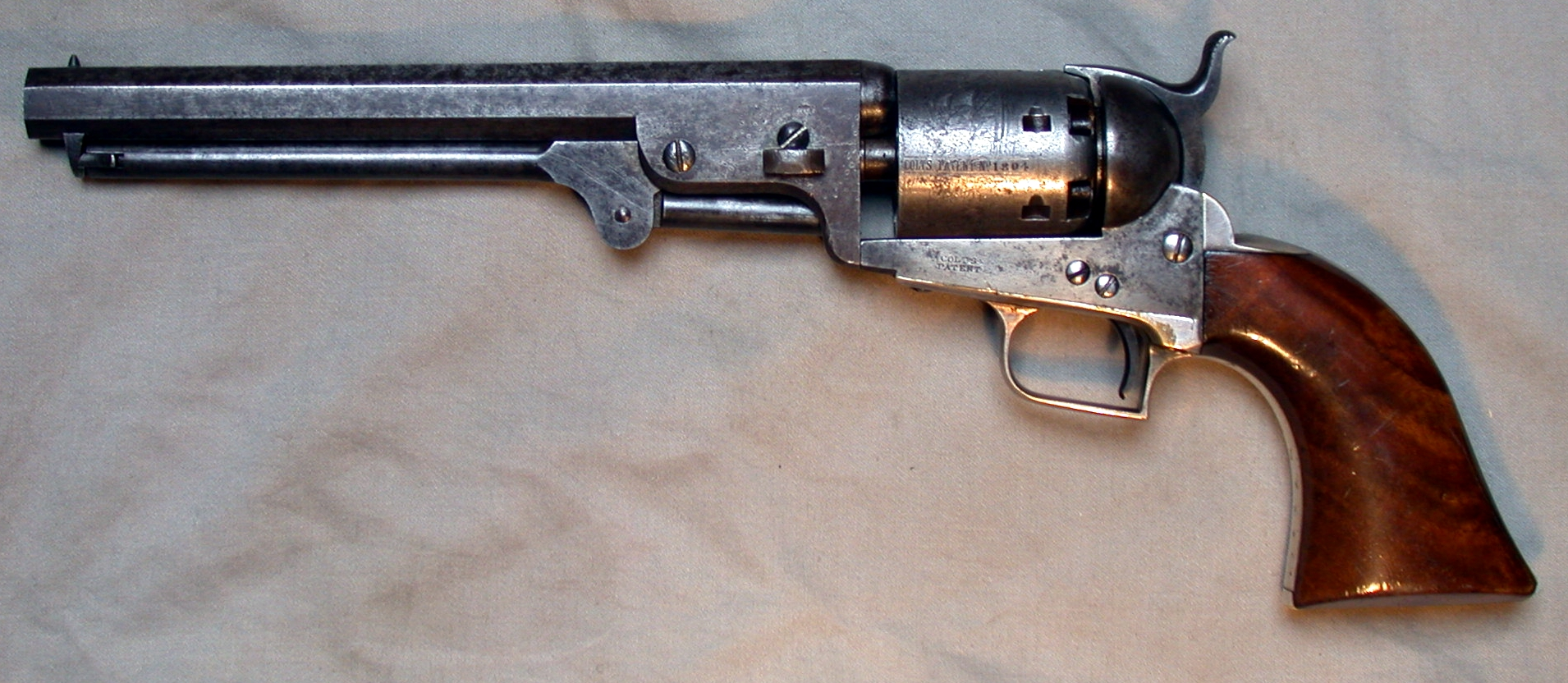
Revólver Colt Navy 51..

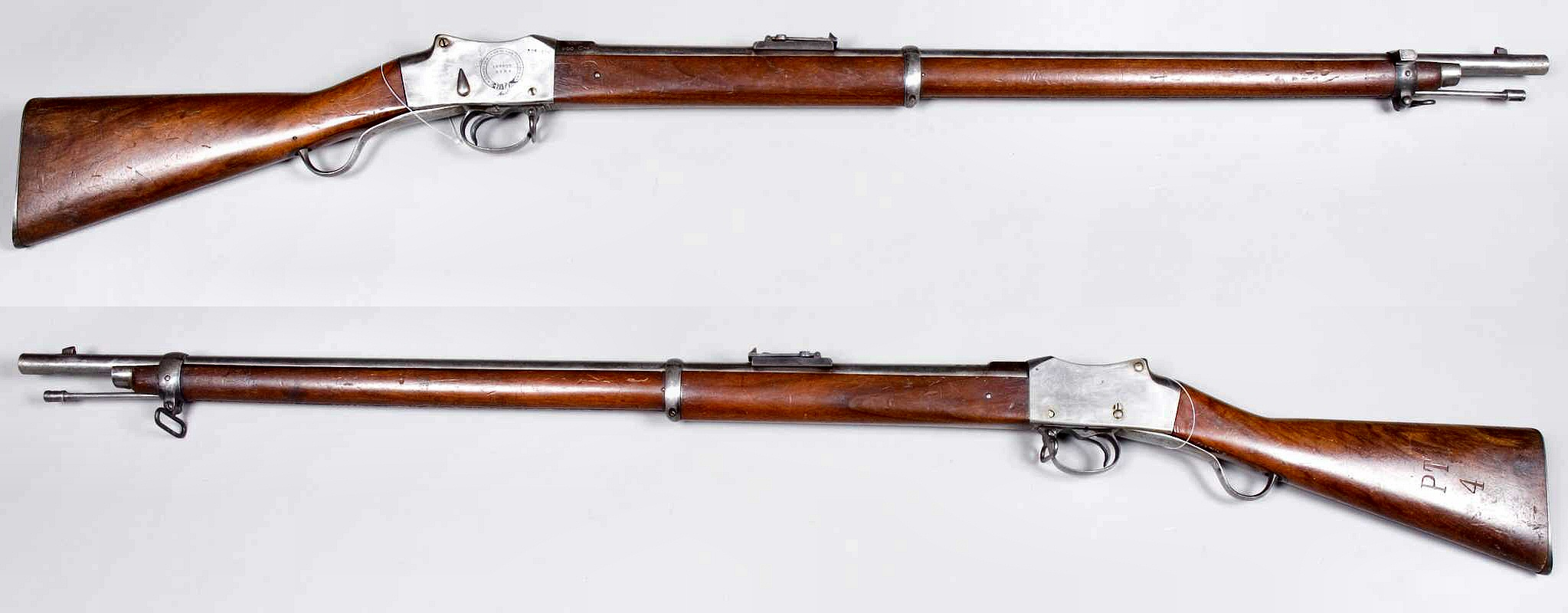
Fusil Martini-Henry.

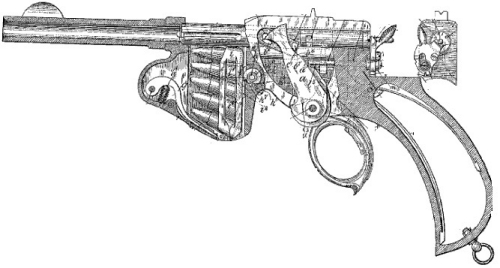
Pistola semiautomática de Joseph Laumann. 1892.

- 1804. William Congreve inventó unos cohetes militares basados en los de Tipu Sultan.
- 1835. Patente de Samuel Colt, de un revólver y en el Reino Unido.[87]
- 1835. Johann Nicolaus von Dreyse, un armero de Sömmerda, ideó el fusil Dreyse. Un fusil con cerradura de cerrojo y sistema de dispar por aguja percutora.[88]
- 1836. Casimir Lefaucheux.[89][90]
- 1840. Cañón de alma tachada, adoptada a las armas de campaña por el sueco barón Wahrendorff y el mayor Cavalli de la armada sarda.[91][92]
- 1845. Christian Friedrich Schönbein inventa la nitrocelulosa.[93]
- 1854. Volcanic, carrabina de repetición.[94]
- 1857. El ejército español adopta la carrabina Minié.[95]
- 1860. Carrabina de repetición Spencer.[96]
- 1860. Carrabina de repetición Henry.[97][98]
- 1866. Fusil Chassepot.
- 1866. Primer modelo Winchester de una carrabina de repetición de palanca.[99]
- 1871. Mauser Modelo 1871
- 1871. Fusil Martini-Henry, en Inglaterra.[100]
- 1879. El armero James Paris Lee patenta el cargador en columna, usado en la mayoría de fusiles. Los cartuchos van alojados en un depósito prismático, en disposición paralela y uno encima del otro. Una pieza y una miga los empujan arriba, permitiendo su introducción en la recámara obligados por el forroll.[101]
- 1881. Marlin “lever action” carrabina de repetición.
- 1889. Fue inventada la cordita (“cordite” en inglés). Pólvora sin humo.[102][103]
- 1889. Primer fusil moderno Mauser. Modelo 1889 Belgian.[104]
- 1891. Carcano (fusil)
- 1891. Fusil militar Mosin-Nagant
- 1892. El armero austríaco Joseph Laumann inventa la primera pistola semiautomática. La denominó “Shonberger”.[105]
- 1893. Fusil Mauser Modelo 1893, también conocido como "Mauser Español".
- 1895. Fusil Lee-Enfield.[106]
- 1896. Patente americana de un fusil automático y semiautomático, el primero accionado por los gases de la combustión. Del general mexicano Manuel Mondragón.[107][108]
- 1898. Mauser 98
- 1901. Webley-Fosbery. Revólver semiautomático.[109][110]
- 1911. Pistola semiautomática Colt.[111]
- 1911. Inicios de cromado del alma de los cañones de fusil. Un alma cromada tiene una duración más larga y ofrece un menor rozamiento con la bala.[112][113]

## Las armas de fuego en la literatura y el cine
- 1914? ”Carabina 30-30”, corrido revolucionario mexicano.[114][115]
- 1930. La novela de Dashiell Hammett “ The Maltese Falcon “ (El halcón maltés; 14 de febrero de 1930), habla de la pistola Webley-Fosbery.
- 1932. La película Scarface mostraba gànsters usando indiscriminadamente “metralletas” Thompson con el típico cargador de tambor de cien cartuchos.
- 1941. El halcón maltés (película)
- 1941. El sargento York
- 1950. Winchester '73
- 1950. Colt.45 (film)
- 1955. Film “Kentucky Rifle”.
- 1961. Los cañones de Navarone.
- 1971. Harry el Sucio (título original en inglés: Dirty Harry) es una película americana de Don Siegel, estrenada el 1971. El arma del protagonista es un revólver Smith & Wesson Modelo 29 de calibre .44 Magnum.
- 1974. Zardoz.